# Смородина разноволосая
Сморо́дина разноволо́сая, или Смородина разнощети́нковая (лат. Rībes heterotrīchum) — кустарник, вид рода Смородина (Ribes) семейства Крыжовниковые (Grossulariaceae).

## Ареал
Растёт на Алтае, а также в Казахстане, Кыргызстане, Таджикистане и Китае и на севере Пакистана на горных склонах и осыпях на высоте 1500—3000 метров.

## Ботаническое описание
Двудомный листопадный кустарник до 1,5 метров высотой с крепкими побегами без колючек. Молодые побеги слегка опушённые, затем становятся голыми. Почки коричневые, яйцевидно-ланцетные или продолговатые, длиной 4—5 мм.
Листья округлые, 3—5-лопастные, с ширококлиновидным или усечённым основанием, гладкие или реснитчатые по краю, с обеих сторон покрыты желёзками, на слегка опушённых черешках длиной до 1 см. Центральная лопасть почти равна по длине боковым. Край листовой пластинки с тупыми зубчиками.
Цветёт в мае—июне. Цветочные кисти прямостоячие, мужские длиной до 5 см, женские более короткие (до 3 см), с 6—10 пурпурными или коричневато-красными цветками.
Плоды — красные или красновато-жёлтые шаровидные ягоды диаметром 4—6 мм. Созревают в июле—августе.